# Red Rock Island

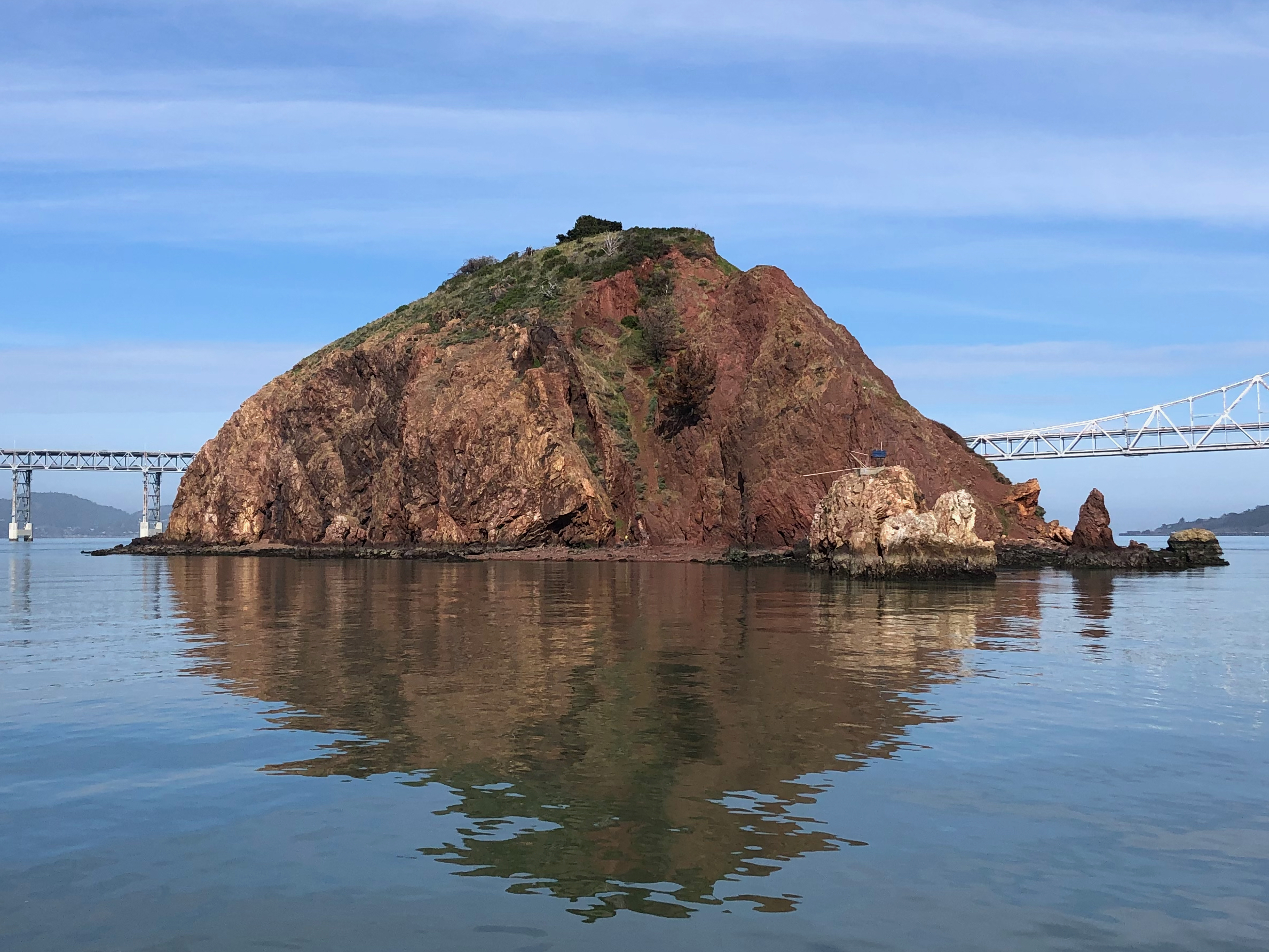
Red Rock Island vor der Richmond-San Rafael Brücke

Red Rock Island ist eine unbewohnte 2,3 ha große Insel in der Bucht von San Francisco südlich der Richmond–San Rafael Bridge. Sie befindet sich als einzige Insel der Bucht in Privatbesitz. Sie misst von Nord nach Süd 230 Meter, von Ost nach West 150 Meter und ist 52 Meter hoch. Auf dem hohen Felsen laufen die Grenzen dreier Countys zusammen: San Francisco, Marin County und Contra Costa County.

## Geschichte
Jahrzehnte bevor der Goldrausch Glückssucher in den Westen lockte, wurde Red Rock Island von russischen Pelzhändlern bewohnt, die seit Anfang des 19. Jahrhunderts Seeotter jagten. Selim E. Woodworth, ein Kommandant der US-Marine und Senator des Bundesstaates, baute später dort eine Hütte, die heute nicht mehr existiert. Zum Ende des 19. Jahrhunderts wurde auf der Insel Mangan abgebaut. Zwei Stollen sind noch erhalten. Die Insel hatte seit den 1920er Jahren häufig wechselnde Eigentümer und wurde im Jahr 1964 für 49.500 Dollar verkauft. In den 1980er Jahren gab es Pläne zur Abtragung der oberen Hälfte der Insel für den Bau eines Hotels. Die Pläne wurden jedoch nicht umgesetzt. 
Im Jahr 2001 plante ein Konsortium im Rahmen der Entschädigung für eine Ölpest den Kauf der Insel, um den Vogelschutz zu unterstützen. Auch dazu kam es nicht. Der Eigentümer versuchte die Insel für den Preis von 22 Millionen Dollar zu verkaufen. Die Immobilie wird derzeit vom Contra Costa County Assessor’s Office auf 99.529 $ geschätzt (bei einer Steuerlast von 1.000 $/Jahr).